# Ray Bauduc
Ray Bauduc (Raymond Bauduc) est un batteur de jazz américain, né le 18 juin 1909 à La Nouvelle-Orléans (Louisiane) et mort 8 janvier 1988 à Houston (Texas).

## Biographie
Ray Bauduc est le fils du cornettiste Jules Bauduc. C’est son frère, Jules Junior, qui lui enseigne les rudiments de la batterie. Il commence à se produire dans une petite formation qui accompagne les projections de films muets. 
Il fait ses débuts en jazz dans l’orchestre du cornettiste Emmett Hardy, puis chez les « Six Nola Jazzers ». En 1924, il tourne avec l'orchestre de Johnny Bayersdorffers, puis avec les « Scranton Sirens » (un groupe dont font partie Joe Venuti et Eddie Lang). En 1926, on le trouve dans l’orchestre de vaudevilles de Fred Rich. En 1927, il joue dans le groupe de Miff Mole. De 1928 à 1934, il est le batteur de l’orchestre de Ben Pollack. Durant cette période, il enregistre aussi avec Red Nichols, Jack Teagarden, Benny Goodman, Wingy Manone, Louis Prima et Glenn Miller. 
Entre 1935 et 1942, il joue dans la formation de Bob Haggart. Il est cocompositeur (avec Bob Haggart) de deux titres de cette formation qui rencontrent un vrai succès : South Rampart street parade et Big noise from Winnetka. 
Durant la Seconde Guerre mondiale, il joue dans un orchestre militaire qu’il codirige avec Gil Robin. Après guerre, il dirige pendant quelque temps sa propre formation. Entre 1948 et 1950, il est batteur du big band de Jimmy Dorsey. De 1951 à 1955, il joue dans le groupe de Jack Teagarden. De 1956 à 1959, il codirige avec Nappy Lamare son propre orchestre, le « Rampart Band ». À partir des années 1960, il est musicien « free lance » en Californie. À la fin de sa vie, il s’installe à Bellaire (Texas) .
Ray Bauduc est un des pionniers de la batterie jazz. On peut lire une analyse très fine dans l’ouvrage "Une Histoire de la Batterie Jazz, Tome 1" de Georges Paczinsky aux éditions Outre Mesure (1999), ainsi qu'une étude de son style dans l'ouvrage de Guillaume Nouaux "Jazz Drums Legacy" aux éditions 2Mc (2012).